# Kopališče Pristan
Kopališče Pristan je drugo najstarejše kopališče v Mariboru. Freske v vzhodni avli kopališča je izdelal slovenski kipar in slikar Janez Vidic. Svoje ime je dobilo po pristanišču na Lentu. Kopališče je sestavljeno iz olimpijskega, srednjega in malega bazena. Ti skupaj zavzemajo 1.875 m2 površine. Zgrajeno je bilo leta 1972.